# Anna Bateson

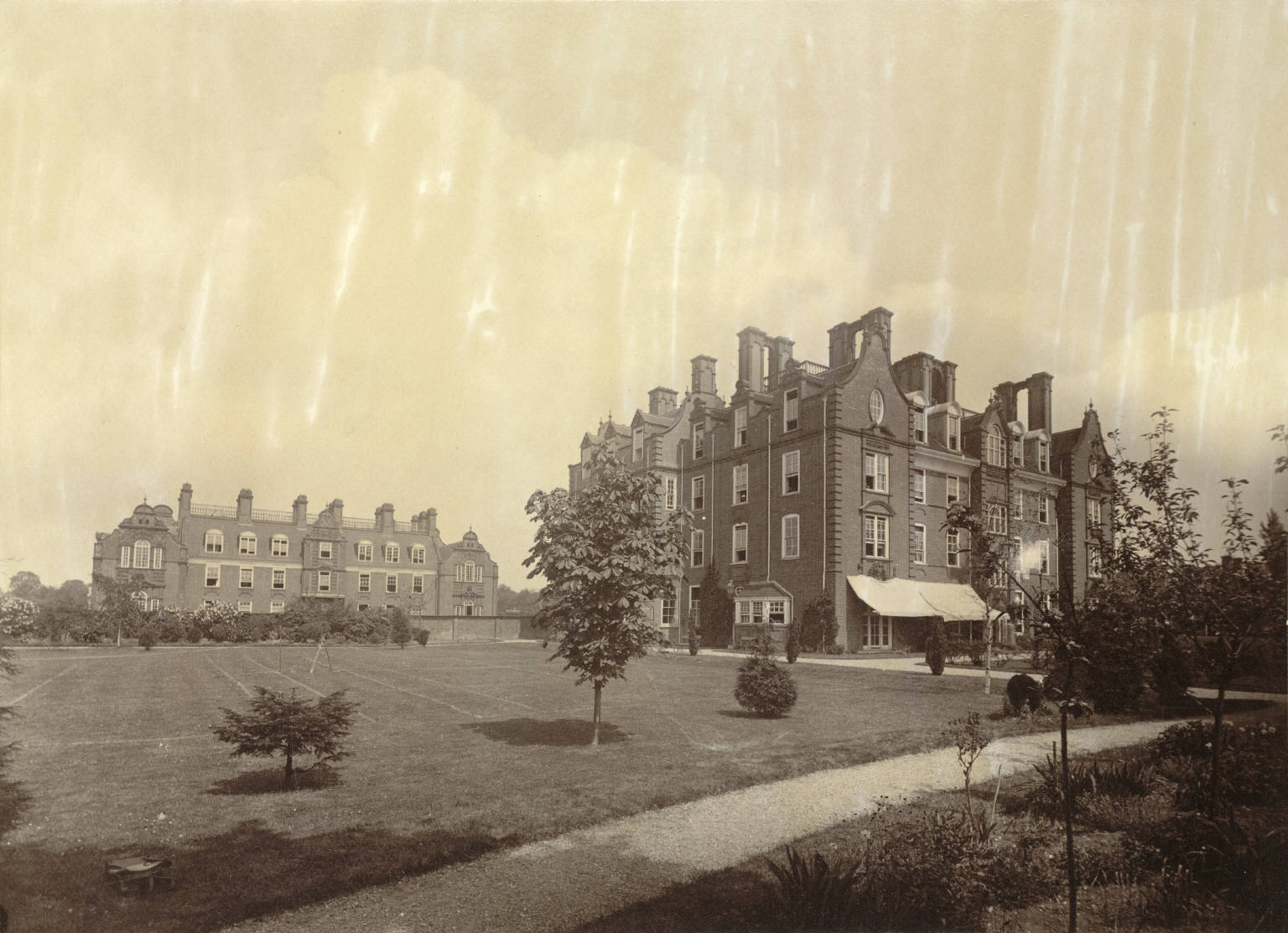
Le premier bâtiment du Newnham College se trouvait sur le site de Sidgwick Avenue en 1875, qui est toujours le bâtiment principal du collège aujourd'hui.

Anna Bateson, née Aikin ou Aiken, vers 1830, morte en 1918 est une suffragiste britannique qui contribue à la création du collège pour femmes : le Newnham College de Cambridge.

## Biographie
Née vers 1830, elle épouse William Henry Bateson, maître du St John's College de Cambridge. Quatre de ses enfants, la botaniste Anna Bateson, le généticien William Bateson, la journaliste Margaret Heitland et l’historienne Mary Bateson sont tous actifs dans le mouvement pour le droit de vote des femmes.
En 1875, Anna encouragea le St John's College à prêter un terrain pour le premier bâtiment du Newnham College. Elle siège au premier conseil d'administration du Collège de 1880 à 1885.
En 1884, avec Millicent Fawcett, Kathleen Lyttelton et sa fille Anna Bateson, elle fonde la Cambridge Women's Suffrage Association. Elle en est la secrétaire jusqu'en 1890 et siége également au comité exécutif de la Central National Society.
Elle est présidente de la Cambridge Women's Liberal Society et vice-présidente de la Women's Liberal Federation. Elle meurt en 1918.